# Areolatae
Az Areolatae a rovarok (Insecta) osztályának a botsáskák (Phasmatodea) rendjéhez, ezen belül a Verophasmatodea alrendjéhez tartozó alrendág.

## Rendszerezés
Az alrendágba az alábbi öregcsaládok és családok tartoznak (a lista hiányos):
- Aschiphasmatoidea
  - Aschiphasmatidae
- Bacilloidea
  - Anisacanthidae
  - Bacillidae
  - Heteropterygidae
- Phyllioidea
  - Vándorló levelek (Phylliidae)
- Pseudophasmatoidea
  - Heteronemiidae
  - Pseudophasmatidae